# Kapitalisierungsgeschäft
Das Kapitalisierungsgeschäft (oder Versicherungssparen) ist im Versicherungswesen die Bezeichnung für eine Risikolebensversicherung mit gleichmäßig fallender Versicherungssumme zur Absicherung eines Sparziels.
Mit diesem Finanzprodukt versuchen Versicherer, ein Substitutionsgut zu den Produktgruppen des Einlagengeschäfts der Kreditinstitute zu schaffen. Ein Versicherungsvertrag, der Versicherungsschutz bietet, ist dabei nicht erforderlich. Dann kann der Kunde (der in diesem Fall formal kein Versicherungsnehmer ist) einen langfristigen Ratensparvertrag abschließen. Im Regelfall ist Versicherungssparen jedoch die Einzahlung in Versicherungsverträge zur Vorsorge für bestimmte Zwecke (Ausbildung, Heirat, Berufsunfähigkeit, Altersvorsorge oder Todesfall) für versicherte Personen. Es erfolgt auf der Grundlage kapitalgedeckter Lebensversicherungen, jedoch ohne Risikokomponente.	 

## Arten
Als versicherungstechnische Vertragstypen gibt es die gemischten Lebensversicherungen (auf den Todes- oder Erlebensfall), Ehegattenversicherung mit Teilauszahlung, Lebensversicherung mit Fälligkeitsdatum („Term-Fix-Versicherung“; unabhängig von Tod oder Erleben), Heiratsversicherung und Ausbildungsversicherung. Eine Mischform ist die fondsgebundene Lebensversicherung, die als sachwertgesicherte Lebensversicherung ganz oder teilweise auf Anteilen an einem Sondervermögen wie einem Investmentfonds beruht. Sie beinhaltet jedoch ein Kursrisiko, das auch Wertminderungen (Kursverluste) beinhalten kann. 

## Kreditinstitute
Die Sparkassen bieten seit 1952 das Finanzprodukt „Sparen mit Versicherungsschutz“ an. Im Rahmen der Allfinanz gibt es bei Sparkassen heute unter der Bezeichnung „Sparkassen-Versicherungssparen“ einen Prämiensparvertrag in Kombination mit einer Risikolebensversicherung über öffentliche Versicherer im Rahmen der Sparkassen-Finanzgruppe. Dabei müssen die Sparer als Versicherungsnehmer fungieren. Die Genossenschaftsbanken gründeten bereits 1922 die R+V Versicherung, über die sie ähnliche Modelle vertreiben. 1983 folgte die Deutsche Bank mit ihrem „Sparplan mit Versicherungsschutz“.

## Aufsichtsrecht
Versicherungssparen betrifft das Bank- und Versicherungsaufsichtsrecht. Insbesondere durch die Richtlinie 2014/65/EU über Märkte für Finanzinstrumente wurde im Versicherungsrecht der neue Begriff „Versicherungsanlageprodukt“ (englisch Insurance-based Investment Product) geschaffen, welcher die Finanzinnovation berücksichtigen soll, durch die Lebensversicherungsverträge nicht nur der Abdeckung biometrischer Risiken dienen, sondern oft auch eine Kapitalanlagekomponente mit Chancen und Risiken beinhalten, um für den Versicherungsnehmer im Todes- wie im Erlebensfall einen Vermögenswert zu bieten. Für Versicherungsanlageprodukte gelten seit Februar 2018 nicht nur die Pflicht zur Erstellung eines Basisinformationsblatts nach der PRIIP-Verordnung, sondern auch zusätzliche Anforderungen an den Vertrieb, die aufgrund im Beratungs- und Verkaufsprozess einzuhalten sind.

## Wirtschaftliche Aspekte
Kapitalisierungsgeschäfte sind keine Versicherungsgeschäfte im eigentlichen Sinne; die Prämienkalkulation stützt sich ausschließlich auf die beiden Rechnungsgrundlagen Zins und Kosten, es werden keine Sterbetafeln oder Eintrittswahrscheinlichkeiten für Ereignisrisiken benötigt. Da Kapitalisierungsgeschäfte keine Versicherungsverträge sein müssen, unterliegen sie nicht dem Versicherungsvertragsgesetz (VVG), wohl aber dem Versicherungsaufsichtsgesetz (VAG), da sie nach europäischen Vorschriften bezüglich der Aufsicht Versicherungsverträgen gleichgestellt sind.
Kapitalisierungsgeschäfte sind normalerweise so wie Lebensversicherungen am Überschuss beteiligt, der mangels einer Risikokomponente lediglich aus dem Zins- und Kostenergebnis besteht. Da das VVG nicht anwendbar ist, besteht in den EU-Mitgliedsstaaten keine Pflicht zur Überschussbeteiligung.

## International
Während in Frankreich die Kapitalisierungsgeschäfte (französisch Contrats de capitalisation) sehr weit verbreitet sind, haben sie in Deutschland und Österreich keine besondere Bedeutung erlangt. Allerdings sind in Deutschland die Rentenversicherungen mit Beitragsrückerstattung und Auszahlung der Überschussanteile im Todesfall während der Aufschubzeit und in Österreich die Erlebens(kapital)versicherungen, die im Todesfall entweder den aliquoten Anteil an der Versicherungssumme auszahlen (steigende gemischte Versicherung) oder die Summe der bis zum Ableben eingezahlten Beiträge rückerstatten (Erlebensversicherung mit Prämienrückgewähr), wegen der sehr geringen Risikokomponenten bzw. des sehr geringen Vererbungseffektes in ihren Leistungsspektren von echten Kapitalisierungsgeschäften kaum unterscheiden.